# Polesella
Polesella est une commune italienne de la province de Rovigo dans la région de la Vénétie en Italie.

## Histoire
Le village de Polesella fut une victime majeure de la crue du Pô de 1951 (it) et de la famine qui s'ensuivit. Celles-ci ont engendré un important exode rural à destination du triangle industriel du Nord-Ouest (Turin-Milan-Gênes). 

## Administration
| Période                                  | Période | Identité | Étiquette | Qualité |
| ---------------------------------------- | ------- | -------- | --------- | ------- |
|                                          |         |          |           |         |
| Les données manquantes sont à compléter. |         |          |           |         |

### Hameaux
Botta, Ca'Peppina, Ponzilovo, Raccano, Rocca, San Gaetano

### Communes limitrophes
Arquà Polesine, Bosaro, Canaro, Frassinelle Polesine, Guarda Veneta, Ro (Italie)